# Тахматан-шах
Гіяс уд-Дін Тахматан-шах (урду عیاث الدین شاہ بہمنی; д/н — після 1397) — 6-й султан держави Бахмані у квітні—червні 1397 року.

## Життєпис
Син султана Мухаммад-шаха II. Ймовірно був досить молодим, коли помер батько 20 квітня 1397 року. Негайно був оголошений султаном, що визнали усі родичі, військовики та сановники.
На той момент помер досвідчений вакіль Сайф-уд-Дін Гурі. Почалися інтриги при дворі. Зрештою один з сановників Лалчін-хан Тагалчин під час бенкету 14 червня 1397 року схопив султана, якого осліпили та запроторили до фортеці Сагар. На трон поставили його зведеного брата Дауд-шаха II. Після того, як останнього було повалено у листопаді того ж року Тахматана було звільнено родичем Фірузом, що став новим султаном. Колишній султан зрештою відправив у хадж до Мекки, де залишився, померши у похилому віці, але рік невідомий.